# Facility-Management-System
Ein Anlagenmanagementsystem bzw. Facility-Management-System umfasst einen Satz von Facilities und Services, die in Facility-Prozessen miteinander verknüpft und durch ein Facility Management geplant und gesteuert werden.
Die Verknüpfung und Steuerung von Facilities und Services innerhalb des Facility-Management-Systems erfolgt derart, dass sich ein größtmöglicher Nutzen im Sinne der Anforderungen ergibt. Hierzu verlaufen Facility-Prozesse innerhalb des FM-Systems nicht isoliert nebeneinander, sondern interaktiv miteinander, um Synergieeffekte zu nutzen.
Zur Erfüllung der Anforderungen werden innerhalb des Facility-Management-Systems alle Disziplinen (Organisation, Technik, Ökonomie, Ökologie, Recht) eingesetzt. Innerhalb des Facility-Management-Systems werden neben wirtschaftlichen und funktionalen Wechselwirkungen auch zeitliche Kausalitäten im Lebenszyklus von Facilities berücksichtigt.
Der Begriff Facility-Management-System ist analog zu Qualitätsmanagementsystem, Umwelt- oder Arbeitsschutzmanagementsystem zu verstehen, d. h., es handelt sich um ein Managementsystem im Sinne der Ziffer 3.2.2 der DIN EN ISO 9000. Das Facility Management-System ist der umfassende Rahmen für alle FM-Aktivitäten eines Anwenders. Dementsprechend bestehen innerhalb eines Unternehmens nicht mehrere, sondern nur ein einziges, anwendungsspezifisches Facility-Management-System.
Ein DV-System für Facility Management soll nicht als FM-System bezeichnet werden, sondern z. B. als CAFM-System.

## Quelle
- Richtlinie GEFMA 100-1 Facility Management; Grundlagen (Entwurf 2004–07)